# Melanoplus macclungi
Melanoplus macclungi is een rechtvleugelig insect uit de familie veldsprinkhanen (Acrididae). De wetenschappelijke naam van deze soort is voor het eerst geldig gepubliceerd in 1946 door Rehn.